# Wiktor Andrejewitsch Welitschkin

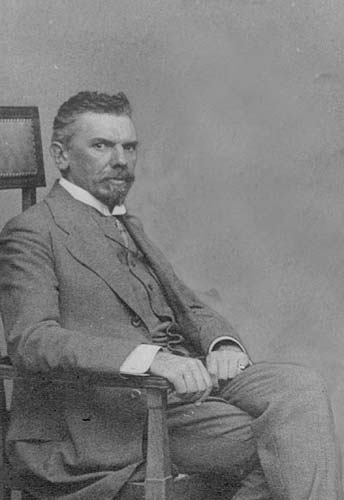
Wiktor Andrejewitsch Welitschkin

Wiktor Andrejewitsch Welitschkin (russisch Виктор Андреевич Величкин; * 12. Septemberjul. / 24. September 1863greg.; † 1921) war ein russischer Architekt.

## Leben
Welitschkin besuchte die St. Petersburger Handelsschule und studierte ab 1883 am St. Petersburger Zivilingenieur-Institut zusammen mit Lew Nikolajewitsch Kekuschew, Illarion Alexandrowitsch Iwanow-Schitz und Nikolai Jewgenjewitsch Markow. Welitschkin schloss das Studium 1888 als Zivilingenieur 1. Klasse ab. Während eines halbjährigen Auslandsaufenthaltes studierte er dann Bauwerke in Süd- und Westeuropa.
1889 trat Welitschkin auf Befehl des Innenministeriums in den Staatsdienst. 1891 wurde er Mitglied der St. Petersburger Architektengesellschaft. 1891 baute er zusammen mit Nikolai Grigorjewitsch Falejew in Moskau staatliche Weinmagazine (Wolotschajewskaja Uliza 12–18, Samokatnaja Uliza 4). Er übernahm Bauaufgaben im Gouvernement Rjasan. 1893 wurde er zum Architekten Moskau-Suschtschjowos ernannt. Ab 1896 arbeitete er als Architekt der Moskauer Kreditgesellschaft. Er war Architekt der Versicherungsgesellschaft Rossija und baute zusammen mit Nikolai Michailowitsch Proskurnin und Otto von Dessien 1897–1903 das Mietshaus der Rossija-Versicherung am Sretenski Bulwar 6. 1900 baute Welitschkin das Mietshaus an der Nischnaja Krassnosselskaja Uliza 32, 1902 das A.-D.-Sidamon-Eristow-Mietshaus und 1908 das Fürst-S.-S.-Obolenski-Mietshaus.
1911 wurde Welitschkin Architekt des Moskauer Büros der kaiserlichen Theater. Daneben arbeitete er als selbständiger Architekt mit einem eigenen Büro. 1902–1913 baute er das Moskauer Hotel Savoy für die Versicherungsgesellschaft Salamander im neoklassizistischen Stil mit Elementen des Empire.
Eine Enkelin Welitschkins war die Architektin und Denkmalschützerin Jelena Alexandrowna Opolownikowa.

## Werke

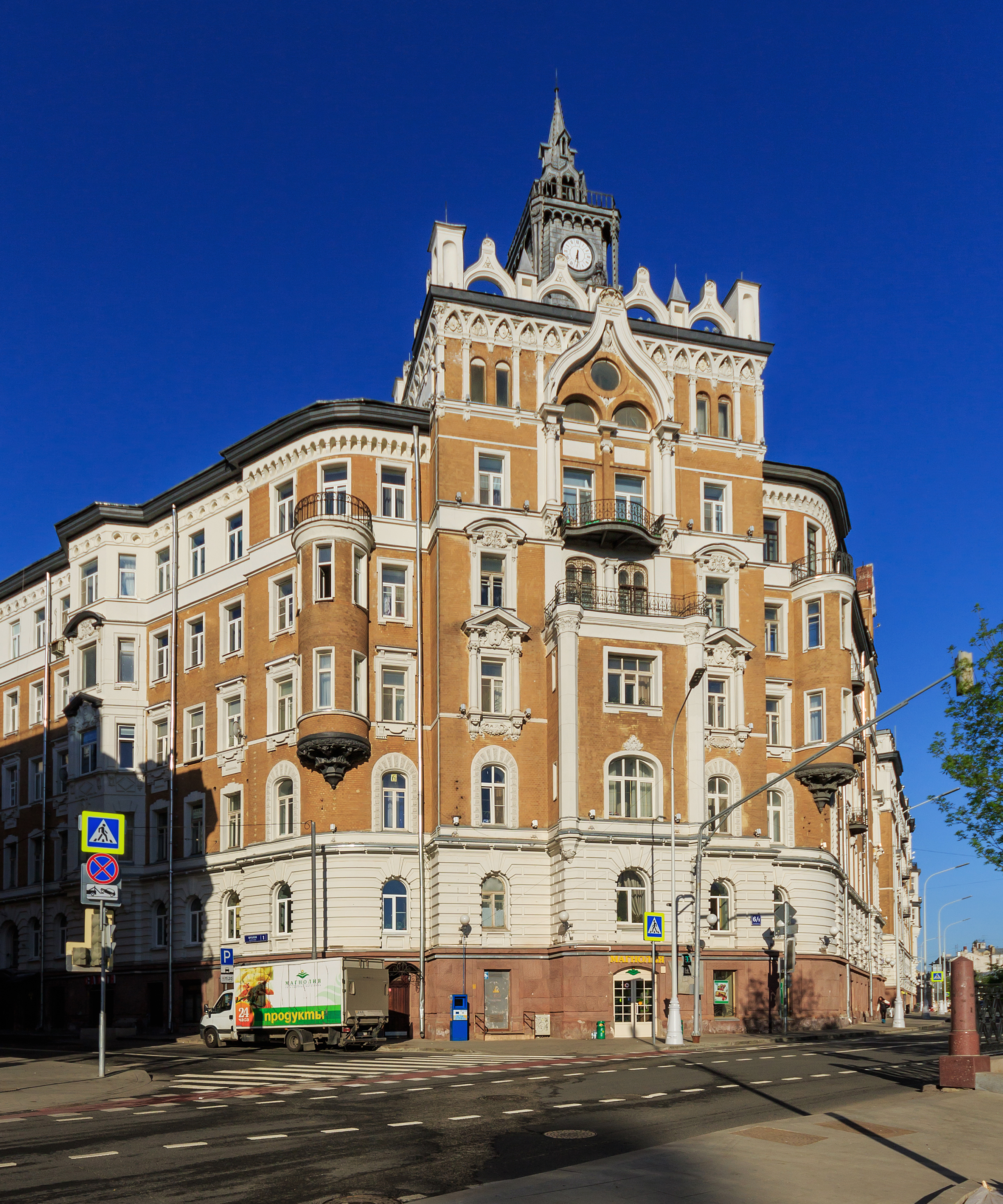
Rossija-Mietshaus, Sretenski Bulwar 6, Moskau
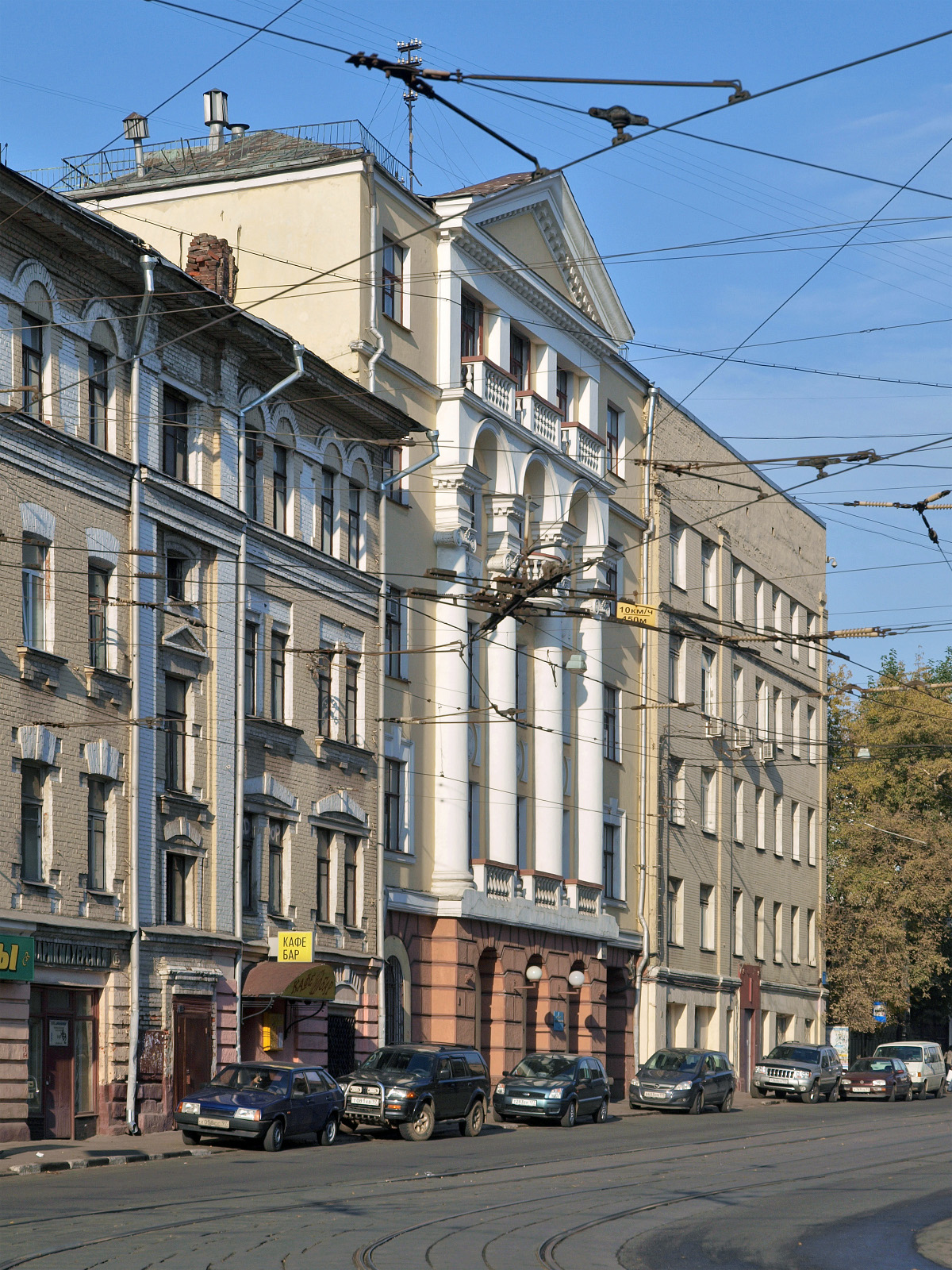
Nischnaja Krassnosselskaja Uliza 32, 30, 28, Moskau
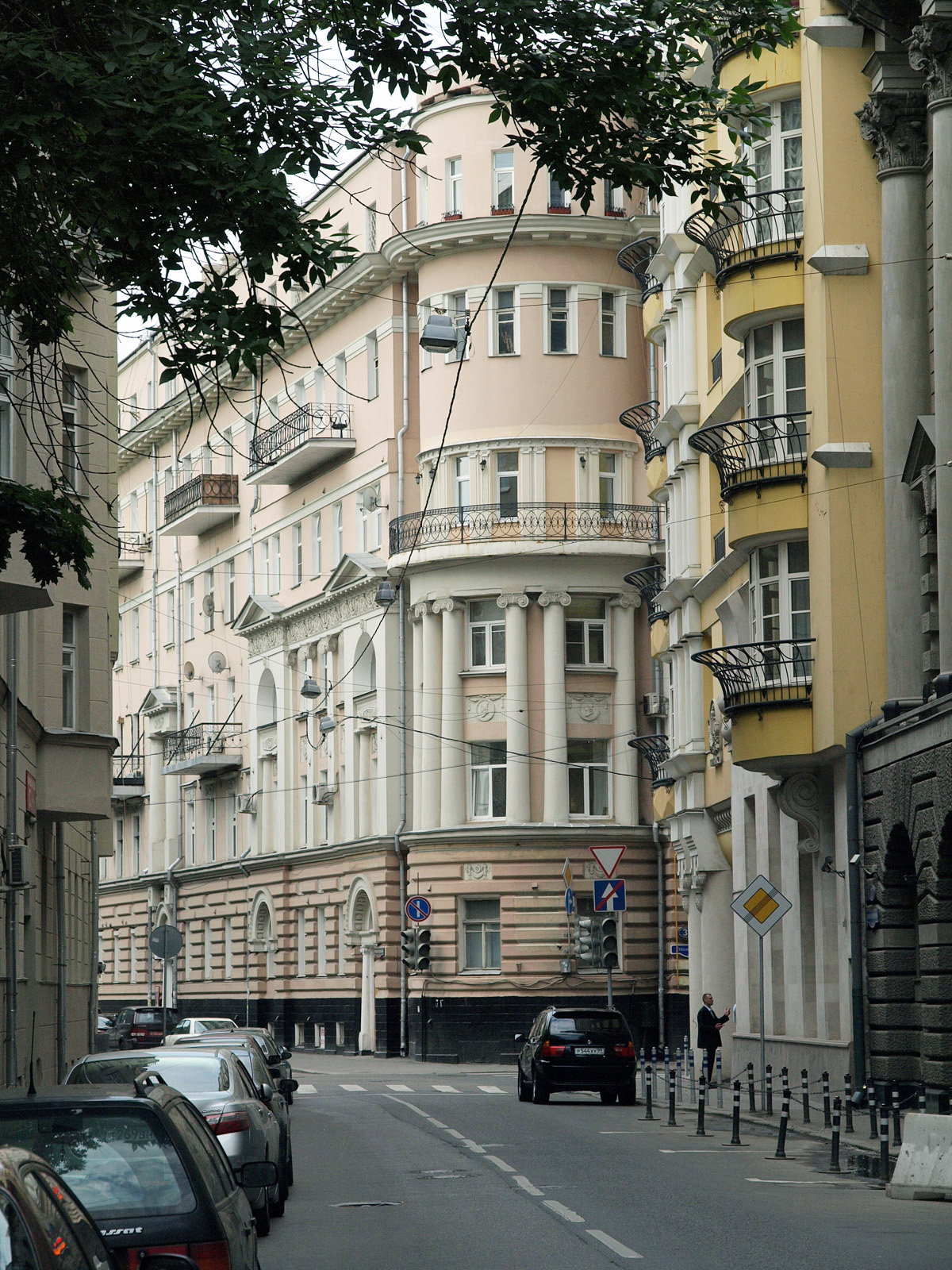
A.-D.-Sidamon-Eristow-Mietshaus, Jermolajewski Pereulok 13/31 – Malaja Bronnaja Uliza 31/13, Moskau
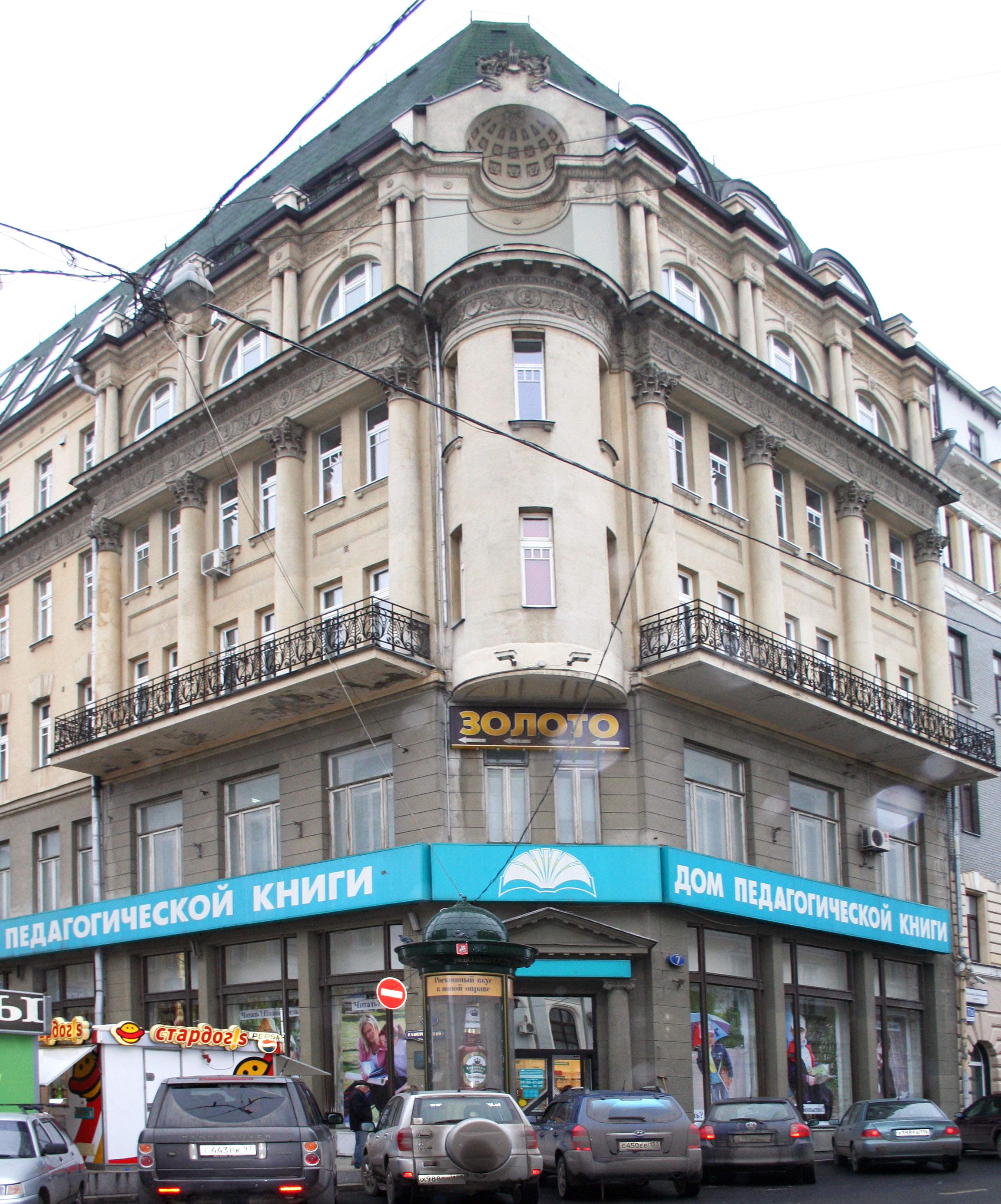
Fürst-S.-S.-Obolenski-Mietshaus, Gebäude 1, Kamergerski Pereulok 5/7 – Bolschaja Dmitrowka 7/5, Moskau
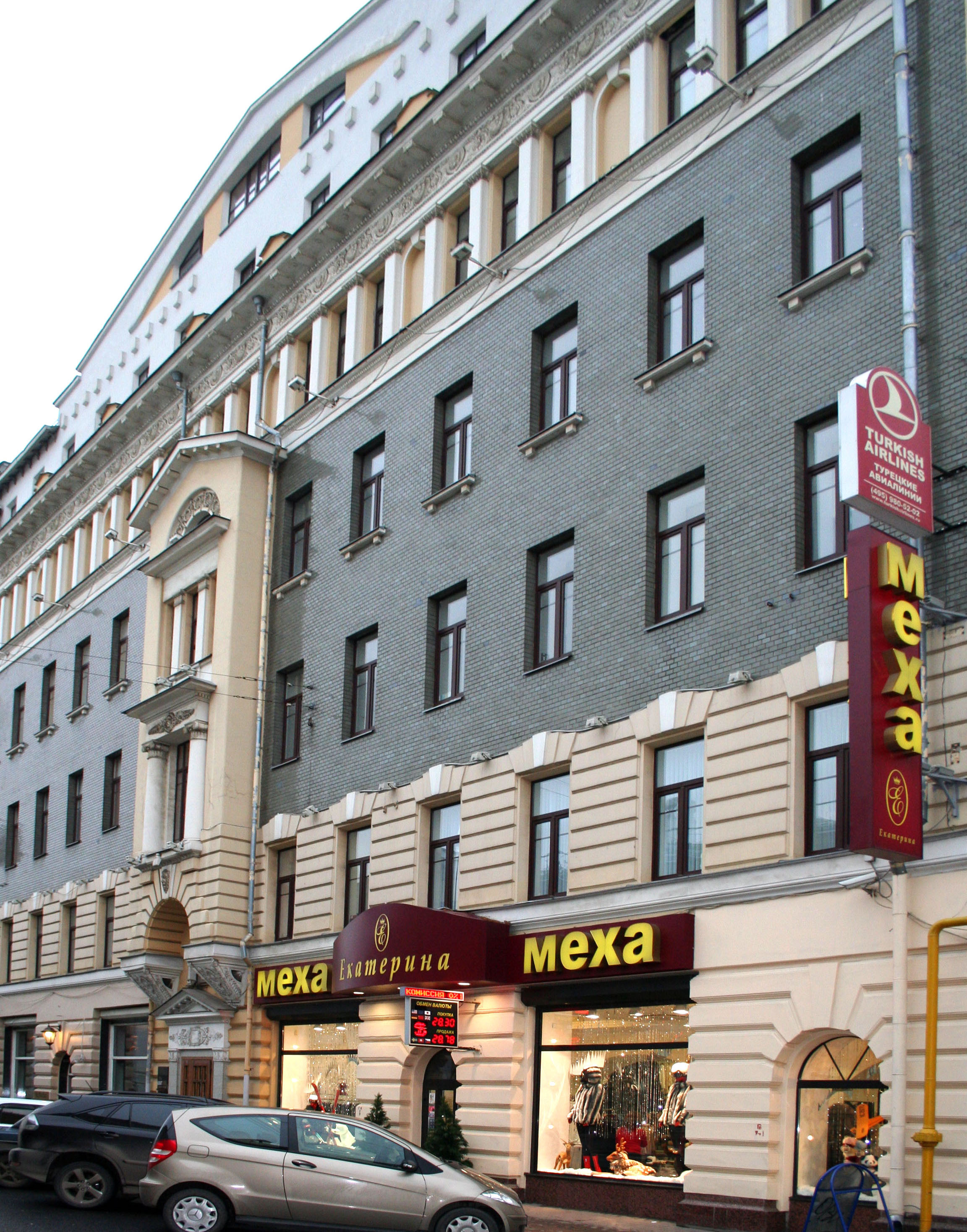
Fürst-S.-S.-Obolenski-Mietshaus, Gebäude 2, Kamergerski Pereulok 5/7 – Bolschaja Dmitrowka 7/5, Moskau
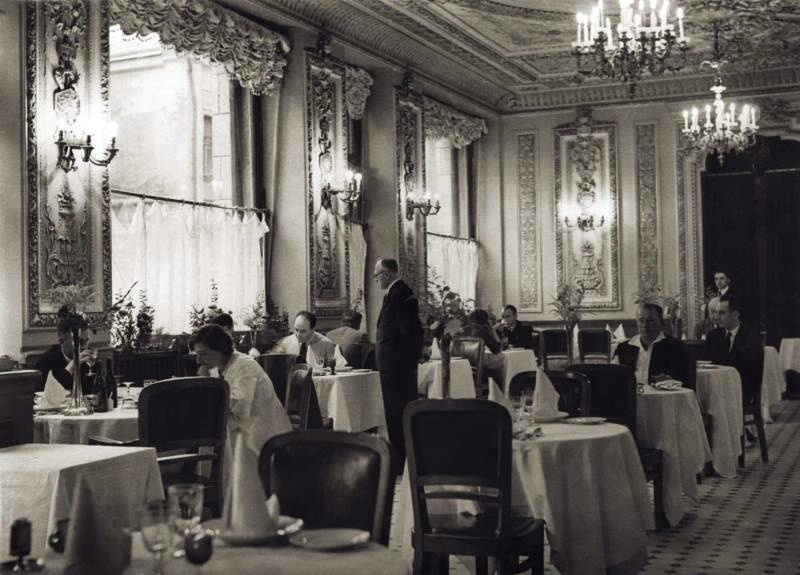
Restaurant des Hotels Savoy (1930er Jahre), Uliza Roschdestwenka 3/6, Moskau